# Jonathan English
Jonathan English ist ein britischer Filmregisseur, Produzent und Drehbuchautor.
Er ist etwa seit Mitte der 1990er-Jahre im Filmgeschäft tätig. 1997 war er Produzent der romantischen Komödie Mr. Right… zur falschen Zeit. 2002 und 2006 folgten mit der Kriminalkomödie Nailing Vienna und dem Fantasyfilm Minotaur seine ersten beiden Werke als Regisseur, die aber beide nur relativ wenig Beachtung fanden. Seinen internationalen Durchbruch hatte English dann 2011 mit dem Mittelalterfilm Ironclad – Bis zum letzten Krieger, für den er auch das Drehbuch schrieb. Zur Produktion des Films hatte er 2008 zusammen mit Rick Benattar und Andrew J. Curtis das Unternehmen Mythic International Entertainment gegründet. 2014 folgte eine Fortsetzung. 
English ist auch als Theaterregisseur tätig: 2012 inszenierte er das Drama American Buffalo von David Mamet im Theatre 68 in Los Angeles.

## Filmografie
Regie:
- 2002: Nailing Vienna
- 2006: Minotaur
- 2011: Ironclad – Bis zum letzten Krieger (Ironclad)
- 2014: Ironclad 2 – Bis aufs Blut (Ironclad: Battle for Blood)

Produktion:
- 1997: Mr. Right… zur falschen Zeit (So This Is Romance? bzw. Romance and Rejection)
- 2003: Der Poet (The Poet)
- 2003: Emile
- 2004: Good Woman – Ein Sommer in Amalfi (A Good Woman)
- 2006: Minotaur
- 2011: Ironclad – Bis zum letzten Krieger (Ironclad)
- 2013: Sweetwater – Rache ist süß (Sweetwater)
- 2014: Ironclad 2 – Bis aufs Blut (Ironclad: Battle for Blood)